# Стрелецкий, Николай Станиславович
Никола́й Станисла́вович Стреле́цкий (2 [14] сентября 1885, Царство Польское — 15 февраля 1967, Москва) — советский учёный-механик, специалист в области строительных конструкций и мостостроения; член-корреспондент АН СССР (1931).
Основные труды — по теории прочности сооружений и конструкций. Большое значение для практики проектирования и строительства имеют разработанные под его руководством теоретические основы расчёта строительных конструкций по предельным состояниям. Им также разработаны основы типизации транспортных и промышленных сооружений. По его проектам построен ряд крупных металлических железнодорожных мостов.

## Биография
Родился 2 (14) сентября 1885 года в крепости Осовец Белостокского воеводства Царства Польского. Его отец, военный инженер С. А. Стрелецкий, строил оборонительные сооружения в Вильнюсе, Риге, Хабаровске, Владивостоке.
В 1904 году Николай Стрелецкий окончил гимназию во Владивостоке и поступил в Петербургский институт инженеров путей сообщения, который с отличием закончил в 1911 году. Для совершенствования знаний по мостостроению был направлен в двухгодичную командировку в Германию, где слушал лекции в Шарлоттенбургской высшей технической школе, работал в проектном бюро, участвовал в возведении мостов.
Вернувшись из-за границы, Н. С. Стрелецкий стал работать в Обществе Московско-Казанской железной дороги, где под его руководством были разработаны проекты мостов через Оку, тоннеля под Волгой в Нижнем Новгороде. Проанализировав и обобщив предшествующий опыт проектирования и строительства аналогичных сооружений, Стрелецкий опубликовал материал[какой?], обративший на себя внимание специалистов.
В 1915 году Н. С. Стрелецкий стал преподавателем инженерно-строительного факультета МВТУ; в 1917 году возглавил кафедру мостов и одновременно стал преподавать в Московском институте инженеров путей сообщения. В 1918 году получил звание профессора.
В 1927 году по его инициативе было проведено испытание изготовленного в 1909 году железнодорожного пролётного строения длиной 33,2 м из судостроительной стали, которое не было допущено Министерством путей сообщения к установке на мост и все эти годы хранилось на Коломенском заводе. Экспериментальные статические и динамические исследования под нагрузкой показали его удовлетворительные качества. Затем последовали разработанные под руководством Стрелецкого проекты железнодорожных мостов через реку Ципу на Закавказской железной дороге, через реки Нони и Сунгари на Китайско-Восточной железной дороге (1927), а также арочные мосты через Новый и Старый Днепр в Запорожье при строительстве Днепровской ГЭС. Последний имел пролёт 224 м, в те годы самый большой в Европе. Эти мосты подтвердили преимущества пролётных строений из низколегированных сталей повышенного качества.
В 1930—1935 годах возглавлял кафедру мостов в Военно-инженерной академии. Педагогическую работу сочетал с большой научно-исследовательской и инженерной деятельностью.
Кроме мостостроения, Н. С. Стрелецкого интересовали металлические конструкции промышленного и гражданского строительства. В 1927 году он стал одним из организаторов Государственного института сооружений, преобразованного через пять лет в ЦНИИПС, где сначала руководил лабораторией, а в 1935—1936 годах был директором.
Н. С. Стрелецкий создал получивший позднее широкую известность «треугольник развития металлостроительства», в который вошли Проектстальконструкция, отделение металлоконструкций ЦНИИПСа (позднее ЦНИИСК) и соответствующая кафедра МИСИ имени В. В. Куйбышева. Тридцать лет он осуществлял взаимодействие этих трёх организаций. Под его руководством были созданы региональные творческие центры развития металлоконструкций в Новосибирске, Ленинграде, Макеевке, Новокузнецке, Горьком, Воронеже и др. С 1932 года возглавлял кафедру металлоконструкций МИСИ, где углублённо занимался вопросами их расчёта, в том числе с учётом развития пластических деформаций.
В 1931 году Стрелецкому присвоено звание члена-корреспондента АН СССР.
Умер 15 февраля 1967 года и был похоронен на Новодевичьем кладбище в Москве.

## Научная деятельность
В монографии «Разводные мосты» (1918) Н. С. Стрелецкий систематизировал и классифицировал эти сооружения по кинематическим схемам и впервые применил в расчётах рациональные графические методы, а также учёт сил инерции.
С 1925 по 1931 годы Н. С. Стрелецкий написал фундаментальный «Курс мостов» (в монографии рассматривается целесообразность применения на автомобильных дорогах и в горных местностях висячих и вантовых конструкций). В 1928 году на Международном конгрессе в Вене он выступил с генеральным докладом по теме динамики мостов под действием подвижных нагрузок, получившим очень высокую оценку. В 1927—1934 годах принимал участие в составлении «Технической энциклопедии» в 26-и томах под редакцией Л. К. Мартенса, автор статей по тематике «мосты».
В 1935 году в соавторстве с профессором А. Н. Гениевым он закончил капитальный труд «Основы металлических конструкций», переработанный в дальнейшем в учебник «Металлические конструкции» (1948; переиздан в 1952, 1961), переведённый на семь языков. Большое внимание он уделял и разработке конструктивных форм, позволяющих применять передовую технологию сварки, возможностям перехода в тяжёлых конструкциях на низколегированные, а также термоупрочнённые и высокопрочные стали.
Наиболее крупным научным достижением Н. С. Стрелецкого стал созданный под его руководством метод расчёта строительных конструкций по предельным состояниям, в котором общий коэффициент запаса расчленён на три — однородности, перегрузки и условий работы. Были сформулированы также понятия предельных состояний и нормативных и расчётных нагрузок, проведены исследования упруго-пластических свойств как материала, так и конструкции, определён допуск частичного пластического деформирования материала, что позволило на 6—12 % снизить его весовые показатели.
Совершенствование методов расчёта (более строгая оценка работы конструкции, в том числе учёт оптимизации на стадии подбора сечений) дало возможность ЦНИИСК им. Кучеренко совместно с другими организациями в 1982 году разработать СНиП II-23-81 «Стальные конструкции», обеспечивающий дополнительную экономию стали в строительных металлоконструкциях.

## Награды и звания
- Герой Социалистического Труда (22.02.1966)
- 4 ордена Ленина (10.07.1946; 19.09.1953; 15.09.1961; 22.02.1966)
- 2 ордена Трудового Красного Знамени (09.01.1943; 10.06.1945)
- медали
- Заслуженный деятель науки и техники РСФСР (1944)